# Шмалькальденська війна

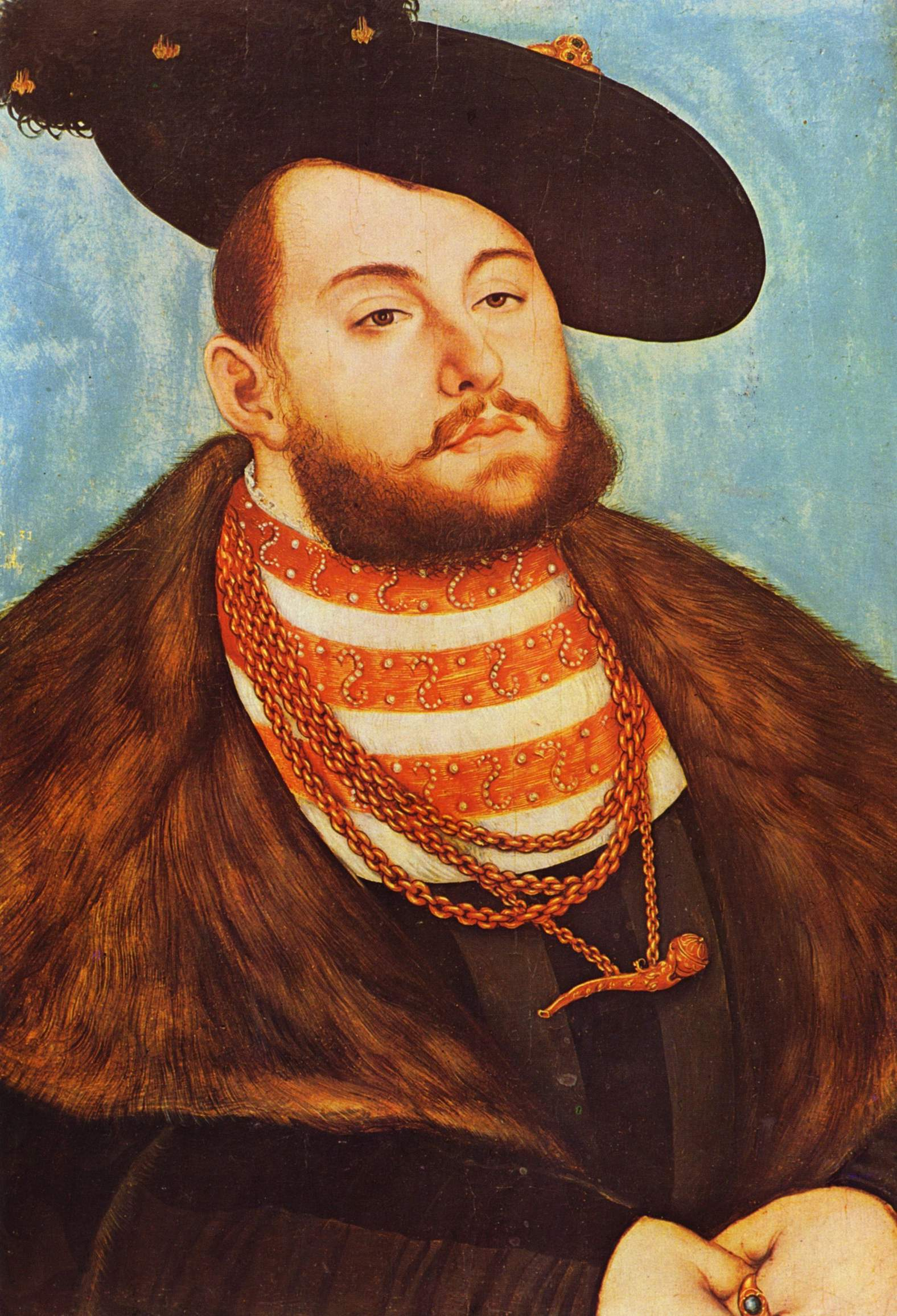
Іоганн-Фрідріх Великодушний — один з очільників Шмалькальденського союзу, портрет роботи Лукаса Кранаха, 1531, Лувр

Шмалька́льденська війна́  (нім. Schmalkaldischer Krieg) (1546—1547) — війна між імператором Карлом V і протестантами Шмалькальденського союзу. Перший великий збройний конфлікт між католиками і протестантами. Війська союзу зазнали нищівної поразки під Мюльбергом, що призвело до підписання Віттенберзької капітуляції. За нею курфюрство перейшло від Ернестинської лінії Веттінів до Альбертинської лінії Веттінів. Велика частина земель переможених дісталась союзнику Карла протестантському герцогу Морицу Саксонському. Однак успіх Карла був короткочасним, невдовзі боротьба відновилась й невдалий для імператора її підсумок призвів до Аугсбурзького релігійного миру.

## Передісторія
До середини сорокових років 16 століття Карл V остаточно зважився на війну з протестантизмом. Карл погодився на м'які умови миру з Францією (мир у Крепі), щоб убезпечити себе від союзу Франції з протестантами. 26 червня 1546 року Карл V уклав союз із папою Павлом III, який надав у розпорядження імператора значні фінансові та воєнні засоби. У той же час було укладено угоду з Вільгельмом Баварським та Морицем Саксонським. Протестанти ж не знайшли підтримки у іноземних держав й лишились ізольованими. Починаючи боротьбу, Карл заявив, що він веде війну не за віру, а бажає усмирити непокірних, васалів-заколотників.

## Війна

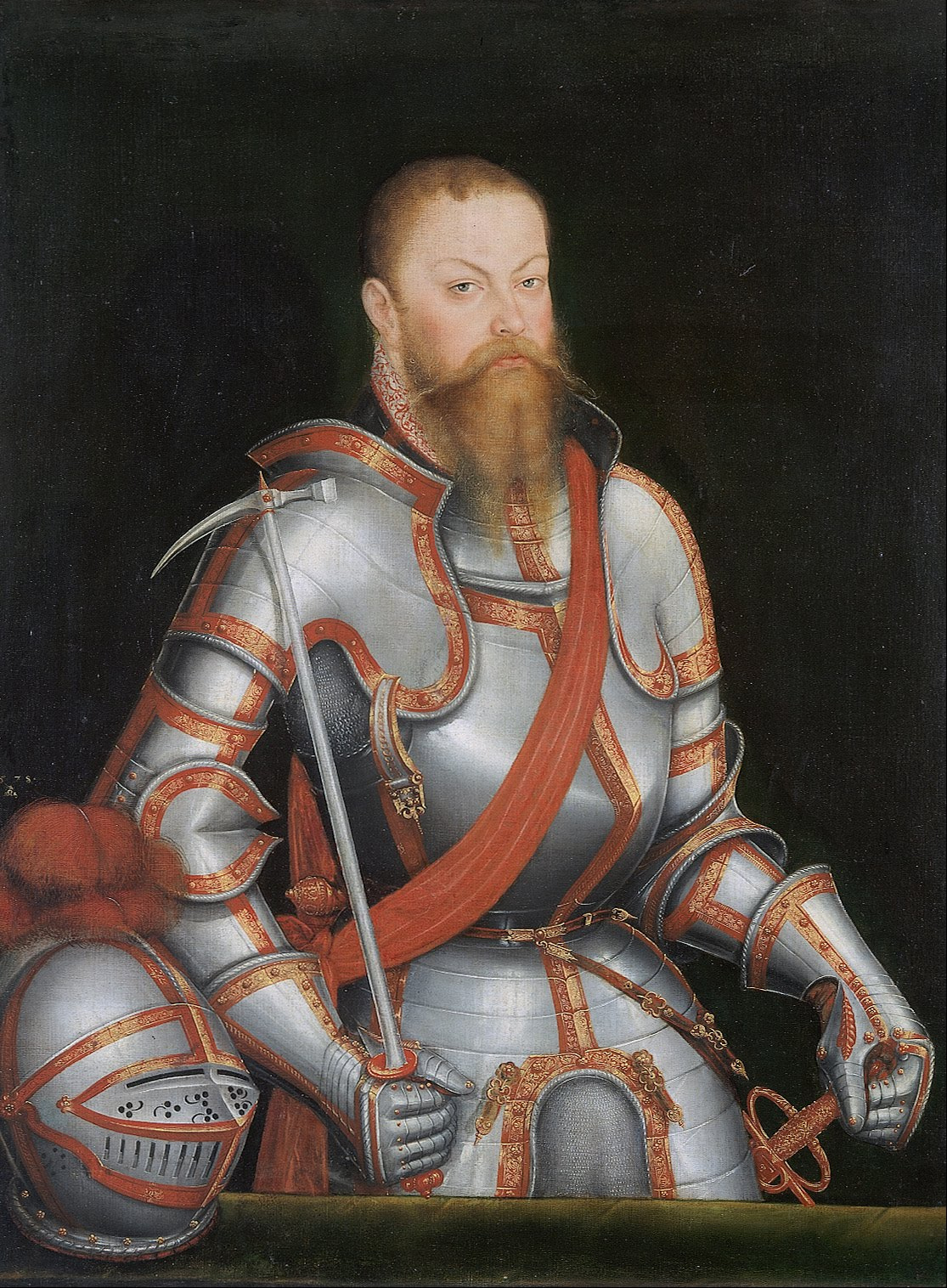
Мориць Саксонський — союзник Карла V

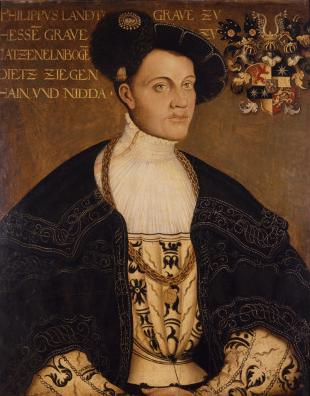
Філіп Гессенський після завершення війни довго утримувався в ув'язненні

Перевага сил була спочатку на боці шмалькальденців, але вони діяли вкрай повільно і припустились кількох великих помилок. Вони рушили на південь, щоб загородити прохід італійцям, але не встигли перешкодити імператорським загонам захопити Еренбурзьку тіснину, через яку проходила дорога з Італії. Ватажок протестантських загонів у верхній Німеччині Шертлін взяв Донауверт. На початку серпня князі Іоганн-Фрідріх та Філіп Гессенський з'єднались з ополченням верхньонімецьких міст, причому у них виявилось дещо менше за 50 тисяч чоловік.
Імператор, зібравши італійські, німецькі та іспанські загони, вирішив назустріч протестантам. Після обстрілу імператорською армією під Інгольштадтом протестанти відступили, слідом за ними рухався вверх Дунаєм імператор, відбираючи дорогою фортеці. В жовтні Мориць Саксонський, на якого імператор поклав курфюрстське звання та якому він доручив виконання опали над Іоганном-Фрідріхом, розпочав війну проти останнього. Війська Фердинанда (брат Карла V) й Морица зайняли більшу частину володінь Іоганна-Фрідріха. В листопаді шмалькальденці стали залишати Швабію. Протестантські міста змушені були здаватись імператору: здались Нердлінген, Ульм, Аугсбург, Страсбург, Франкфурт та інші. Змиритись й вибачатись мали також герцог Вюртемберзький і пфальцграф Рейнський. Протестант архієпископ кельнський Герман фон Від був скинутий і відмовився від сану.

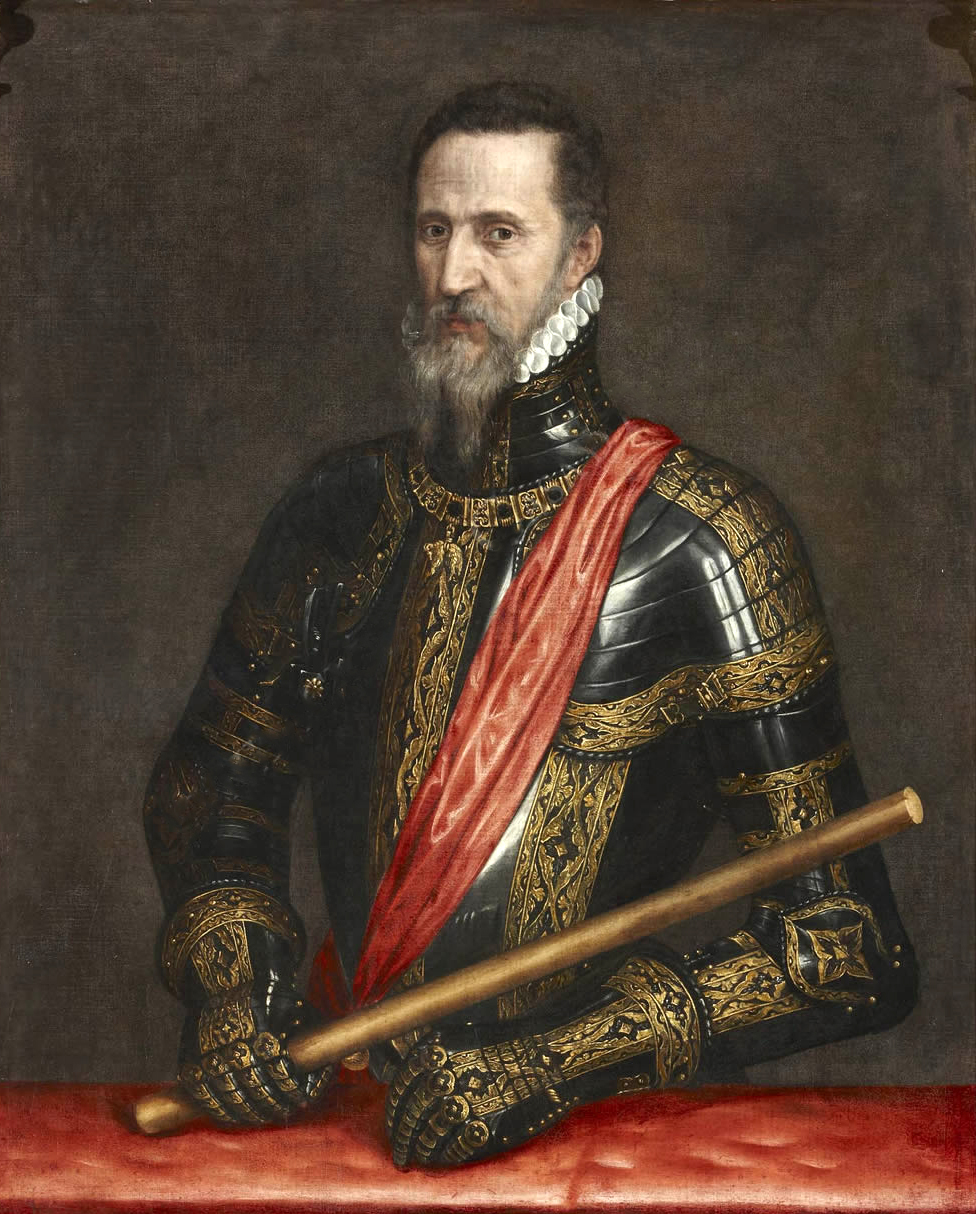
Командувач військами Карла V герцог Альба

Між тим Іоганн-Фрідріх, повернувшись до Саксонії, зайняв та пограбував Галле, Мерзебург, взяв в обллогу Лейпциг, але в січні 1547 року змушений був зняти облогу. Безстрашність маркграфа Альбрехта Бранденбурзького дала змогу Іоганну-Фрідріху застати його зненацька в Рохлиці: Альбрехта було взято у полон. У цей час Карл вирушив із Швабії до Саксонії через Егер. 22 квітня імператор був уже у кількох милях від військ Іоганна-Фрідріха. Останній рушив правим берегом Ельби, й біля Мюльберга відбулась зустріч між курфюрстом та імператором. Чисельно слабкі війська курфюрста, що безладно відступали до Віттенберга, переслідувались імператорською кавалерією, причому сам Іоганн-Фрідріх потрапив у полон (24 квітня 1547 року.). Герцог Альба відвіз його до Карла, який прийняв в'язня дуже суворо. Невдовзі здався і Віттенберг. Карл забагав від Іоганна-Фрідріха зректись звання курфюрста й земель, значна частина яких мала перейти до Морица, інша частина — до Фердинанда. Частина земель була залишена для дітей та брата Іоганна-Фрідріха.

### Битва під Мюльбергом
У битві під Мюльбергом 24 квітня 1547 року армія імператора Карла V перемогла війська Шмалькальденського союзу. Один з очільників союзу курфюрст Іоганн-Фрідріх Саксонський потрапив у полон. Здобувши перемогу у цій битві, імператор виграв війну.

## Наслідки
Незважаючи на тимчасовий успіх у боротьбі північнонімецьких протестантських міст, незабаром і вони мали підкоритись імператору. Те саме зважився зробити і ландграф Філіп, який не сподівався вже на воєнний успіх після Мюльберзької катастрофи. Посередниками на перемовинах про здачу Філіпа були Мориць та Йоахім Бранденбурзький, але й вони не могли домогтись від Карла гідних умов для ландграфа. Умови угоди капітуляції Карл розтлумачив у невигідний для Філіпа бік. Імператор позбавив Філіпа свободи й довго тримав в ув'язненні у важких умовах під охороною брутальних іспанських солдат.
У вересні 1547 року відкрився рейхстаг в Аугсбурзі. Карл провів тут свій знаменитий інтерим, проте, незважаючи на перемогу над протестантами, імператору не вдалось провести інтерим на практиці: протестанти чинили йому наполегливий опір. Плани імператора передати імперію сину Філіпу, брутальне поводження з німцями, присутність у Німеччині іспанських солдат — все це викликало в останній сильне роздратування, яке й закінчилось невдовзі відновленням боротьби, причому тепер і Мориць зрадив імператора. Невдалий для імператора її підсумок призвів до підписання Пассауської угоди та, зрештою, до Аугсбургского релігійного миру